# Barili
Barili es un municipio filipino de primera clase, perteneciente a la provincia de Cebú, en las Bisayas Centrales.

## Toponimia
El lugar puede aparecer referido como «Barili» y «Barilis».

## Historia
Hacia mediados del siglo XIX, el lugar tenía contabilizada una población de 9194 habitantes, repartidos en 1532 casas. Aparece descrito en el primer volumen del Diccionario geográfico, estadístico, histórico de las Islas Filipinas (1850) de Manuel Buzeta Núñez y Felipe Bravo con las siguientes palabras:

BARILIS: pueblo con cura y gobernadorcillo, en la isla, prov. y dióc. de Cebú; sit. en los 126° 58' long., 10° 16' lat., en terreno desigual, defendido de los vientos del N. E. y espuesto á los del N. O.; clima templado con relacion á otros puntos de la isla, y saludable. Tiene con sus barrios, anejos ó visitas 1,532 casas, en general de sencilla construccion, distinguiéndose entre ellas como de mejor fábrica, la casa parroquial y la llamada tribunal; hay cárcel, y escuela de primeras letras dotada de los fondos de comunidad, á la que concurren varios alumnos, é igl. parr. de mediana arquitectura, servida por un cura secular. Al lado de esta se halla el cementerio, que es bastante capaz y ventilado. El term. confina por E. con los montes interiores de la isla; por S. con Jinatilan ó Ginulauan; por O. con el mar, y por N. con los montes de Balamban. Posee buenos bosques en los cuales se crian escelentes maderas de construccion y ebanistería, y caza mayor y menor. El terreno cultivado es bastante fértil, y sus prod. maiz, mijo, algodon, sibucao, abacá, cacao y café. Los naturales se ocupan especialmente en la agricultura ;sin embargo, tambien obtienen notables ventajas de la pesca y de sus varios tejidos, que por lo regular son obra de las mugeres: el comercio consiste en la esportacion del sobrante de sus prod. pobl. 9,194 alm., 1,518 ½ trib., que ascienden á 15,185 rs. plata, equivalentes á 37,962 ½ rs. vn.
(Buzeta y Bravo, 1850, p. 349)

En 2020, tenía censados 80 715 habitantes.